# Ko Lai Chak
Ko Lai Chak (禮澤 高 - Foshan, 10 mei 1976) is een in China geboren tafeltennisser die al zijn gehele internationale sportcarrière uitkomt voor Hongkong. Hij is gespecialiseerd in het dubbelspel, waarin hij doorgaans samenspeelt met Li Ching. Samen wonnen ze onder meer zilver op de Olympische Zomerspelen 2004 en brons op de wereldkampioenschappen 2007. Lai Chaks hoogste positie op de ITTF-wereldranglijst was de 20e, in november 2005.

## Sportieve loopbaan
Ko Lai Chak maakte zijn internationale (senioren)debuut in 2001, toen hij zowel deelnam aan het WK in Osaka als aan zijn eerste toernooien op de ITTF Pro Tour. Hij bleek met name in het dubbelspel voor mannen een opponent van wereldformaat en won daarin een jaar later al zijn eerste grote titel op het Egypte Open, bijna vanzelfsprekend met Li Ching. Hun samenwerking bleek zo goed te werken dat ze in zowel 2004, 2005, 2006 als 2007 tot de halve finale kwamen op de ITTF Pro Tour Grand Finals.
Ko Lai Chak en Li Ching beperkten hun prijzenkast niet tot medaille op de Pro Tour. Als regerend Aziatisch kampioenen dubbelspel kwamen ze aan op de Olympische Spelen van 2004, waar ze doorstootten tot de finale. Daarin grepen ze ditmaal naast een titel, door toedoen van de Chinezen Chen Qi en Ma Lin. Daarna ging het Hongkongse duo niettemin verder met medailles verzamelen, onder meer gouden op de volgende Aziatische kampioenschappen en de Aziatische Spelen 2006 en bronzen op de WK's van 2006, 2007 en 2008. De titel op de WTC-World Team Cup ging net aan hun neus voorbij, omdat China in de finale te sterk bleek.

## Erelijst
- Verliezend finalist dubbelspel mannen Olympische Zomerspelen 2004 (met Li Ching)
- Verliezend finalist WTC-World Team Cup 2007 (met Hongkong)
- Brons dubbelspel mannen op de wereldkampioenschappen 2007 (met Li Ching)
- Brons gemengd dubbelspel op de wereldkampioenschappen 2007 (met Tie Yana)
- Brons landentoernooi op het WK 2006 en dat van 2008 (met Hongkong)
- Winnaar dubbelspel mannen Aziatische Spelen 2006 (met Li Ching)
- Winnaar dubbelspel mannen Aziatische kampioenschappen 2003 en 2005 (beide met Li Ching)
- Verliezend finalist gemengd dubbelspel Aziatische kampioenschappen 2005 (met Zhang Rui) en 2007 (met Tie Yana)

ITTF Pro Tour
- Winnaar dubbelspel Egypte Open 2002 (met Li Ching)
- Winnaar dubbelspel Italië Open 2002 (met Li Ching)
- Winnaar dubbelspel Kroatië Open 2003 en 2005 (beide met Li Ching)
- Winnaar dubbelspel Brazilië Open 2003 (met Li Ching)
- Winnaar dubbelspel Duitsland Open 2003 (met Li Ching)
- Winnaar dubbelspel Oostenrijk Open 2004 (met Li Ching)
- Winnaar dubbelspel Slovenië Open 2005 (met Li Ching)
- Winnaar dubbelspel Taipei Open 2005 (met Li Ching)
- Winnaar dubbelspel Chili Open 2007 (met Li Ching)
- Winnaar dubbelspel Rusland Open 2007(met Li Ching)